# Хемел Хемпстед
Хемел Хемпстед (енгл. Hemel Hempstead) је град у Уједињеном Краљевству у Енглеској. Према процени из 2007. у граду је живело 86.758 становника.

## Становништво
Према процени, у граду је 2008. живело 86.758 становника.
| 1981.  | 1991.  | 2001.  |
| ------ | ------ | ------ |
| 80,110 | 79,235 | 83,118 |

## Градови побратими
- Ној-Изенбург